# ایلسهایم
ایلسهایم (به آلمانی: Illesheim) یک شهر در آلمان است که در نوی‌شتات واقع شده‌است. ایلسهایم ۹۰۷ نفر جمعیت دارد.